# Disacaridasa
Se llaman disacaridasas o disacarasas a las enzimas que se ocupan de romper los disacáridos en los monosacáridos que las forman, como parte del proceso de la digestión.

## Tipos de disacaridasas
Las disacaridasas más importantes por su trascendencia nutricional y clínica son las que siguen:
·
- Sacarasa: se encarga de romper la sacarosa en glucosa y fructosa.
- Lactasa: se encarga de romper la lactosa en glucosa y galactosa.
- Isomaltasa: se encarga de romper la isomaltosa en las dos glucosas que la forman.
- Trehalasa:se encarga de romper la trehalosa en las dos glucosas que la forman.
- Maltasa: se encarga de romper la maltosa en las dos glucosas que la forman.

## Ubicación de las disacaridasas y problemas relacionados
Las disacaridasas se encuentran en las vellosidades del intestino delgado, en el borde en cepillo de los enterocitos. La falta de disacaridasas puede provocar problemas de malabsorción; los disacáridos no se hidrolizan en los monosacáridos que los forman y pasan al intestino grueso, donde fermentan por acción de las bacterias, originando malestar intestinal, gases, diarrea, etc.

## Principales deficiencias a los disacáridos
- Intolerancia a la lactosa
- Intolerancia a la sacarosa
- Intolerancia a la trehalosa